# وقود طحلبي

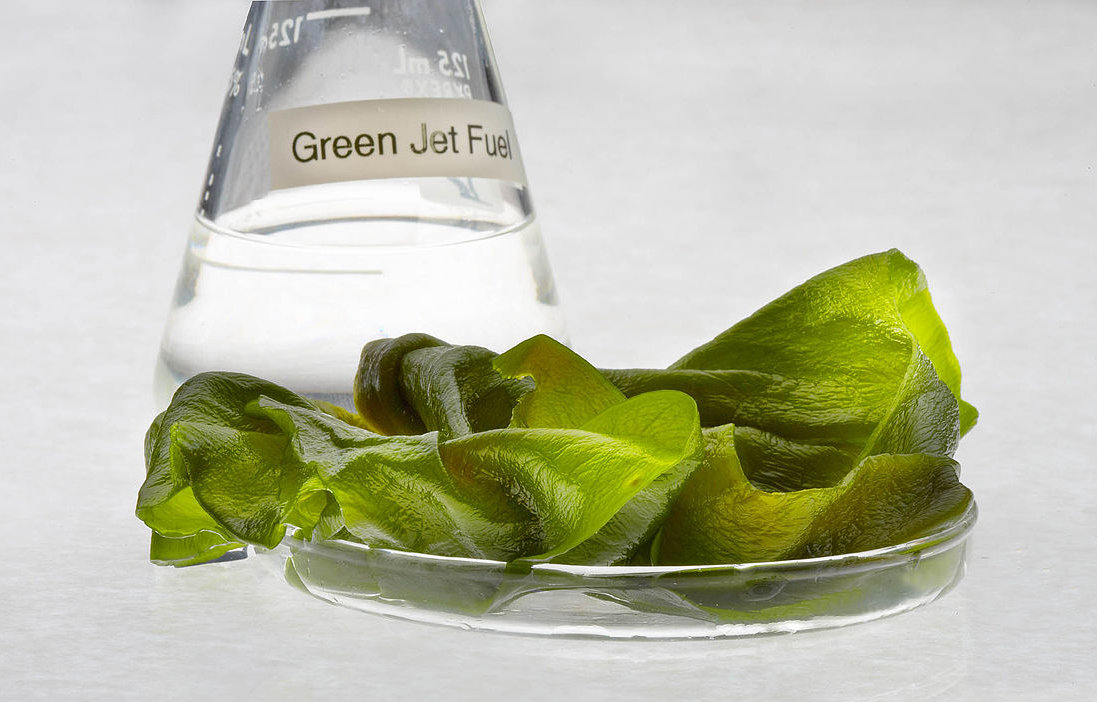

الوقود الطحلبي هو وقود مستخلص من طحالب بحرية دقيقة. تنتج هذه الطحالب زيتاً يمكن تحويله إلى ديزل حيوي.

## مزايا الوقود الطحلبي
لا تزيد أبعاد هذا النوع من الطحالب عن بضع ميكرومترات أي بضعة أجزاء من الألف من الملمتر. ويمكن تربيتها داخل أنابيب اختبار مملوءة بالماء ومعرضة لضوء الشمس. فتصنع الطحالب السكر من مواد بسيطة وثنائي أكسيد الكربون وأسمدة نيتروجينية باستغلال ضوء الشمس. تمتاز هذه الطحالب بسرعة تكاثرها، فخلية الطحلب الواحد تنقسم مرة في اليوم لتصبح خليتين.
أي أن كمية الطحالب تتضاعف مرة كل يوم. ولا يوجد نبات على سطح الأرض له نفس هذه القدرة على النمو أو التكاثر.
ويمكن إنتاج 25 غم من الطحالب على مساحة متر مربع واحد كل يوم. ثم الحصول منها على زيت يعادل ثلث هذه الكتلة، أي 8 غرامات، وهذا يعني نحو 3 أطنان من الزيت سنويا لكل دونم من الأرض التي تربى عليها هذه الطحالب، أي نحو 15 ضعف ما نحصل عليه من اللفت مثلا.
ويمكن زيادة الإنتاجية إذا زودت هذه الطحالب بثاني أكسيد الكربون، الناتج مثلا من الغازات العادمة من المصانع. كما يمكن توفير السماد النيتروجيني من محطات تنقية المياه العادمة أو حتى من مخلفات استخلاص الزيت من الطحالب.

## استخدامات متنوعة للطحالب
لا تقتصر فوائد هذه الطحالب على إنتاج الوقود الحيوي لتزويد السيارات به، وإنما توفر أيضا منتجات تستفيد منها صناعات مواد التجميل والصناعات الغذائية الموجهة للإنسان أو للحيوانات، وخاصة لمزارع الأسماك. وينتج العالم من هذه الطحالب بضعة آلاف طن سنويا.
وعندما أخذ سعر النفط في الارتفاع المتسارع خلال العام الماضي، حتى قارب 150 دولارا للبرميل، اتجه تفكير الكثيرين نحو الطحالب كمصدر للوقود، وأنشئت في الولايات المتحدة وحدها خلال الأشهر الأخيرة من عام 2008 نحو 60 مؤسسة لاجراء أبحاث على الوقود المستخلص من الطحالب. وقدم الملياردير بيل غيتس، مؤسس شركة مايكروسوفت الأمريكية للبرمجة، دعما لمؤسسة تدعى Sapphire Energy، كما بادرت شركات النفط الكبرى لدعم هذه الأبحاث، فشركة شل مثلا أسست شركة اسمها Cellana لهذا الغرض. وهي تعمل على إنشاء مزرعة طحالب مفتوحة مساحتها 25 دونما في هاواي، ومن ثم مزرعة كبرى مساحتها 000 100 دونم. كما أبدى قطاع الطيران اهتمامه بالوقود الطحلبي، نظرا لأنه لم يستفد حتى الآن من الوقود الحيوي المستخلص من الذرة وقصب السكر لأنه يتجمد عند الارتفاعات العالية.
ورغم تفاؤل الباحثين والمؤسسات العاملة في هذا المجال، ومنهم سباستيان ريمي، مدير برنامج الوقود البديل في شركة ايربص الأوروبية، والذي يتوقع أن تصبح تقنية إنتاج الوقود الطحلبي مكتملة وجاهزة للتطبيق الصناعي خلال سنتين أو ثلاث، إلا أن آخرين يشككون في إمكانية تحقيق ذلك قريبا، ومن هؤلاء انطوان شندرا، مدير الأبحاث في المركز الوطني الفرنسي للأبحاث العلمية (بالفرنسية: CNRS)‏، والذي لا يتوقع التوصل إلى الاستثمار الصناعي الفعلي للوقود الطحلبي قبل مضي 10 سنوات على الأقل.
فكرة استخدام الطحالب لاستخراج وقود تحلّق به الطائرات العسكرية ليست جديدة. فقد ظلت وزارة الطاقة تدرس هذه الفكرة وتقلبها على مدى 20 سنة. ودرست الدوائر العسكرية في غضون ذلك فكرة استخدام الوقود البيولوجي المستخرج من فول الصويا وزيت الكانولا المكون من زيوت مستخرجة من عدة نباتات، ومن نبات القوفيّة المزهر، ومن نبات الكاميلينا الذي يعرف أيضا باسم الكتّان البري. غير أن زيت المستخرج من الطحالب ظل الزيت الأكثر كفاءة وأكثر جدوى من حيث الكمية المنتجة منه.
وحسبما جاء في تقرير لمركز كولورادو أوكهافن للدراسات الزراعية فإن فدانا واحدا (نحو 0.4) هكتار) من الذرة يمكن أن ينتج 57 لتراً من الزيت، و182 لتراً إذا كان مزروعا بفول الصويا، و315 لترا بالقرطم، و391 لتراً بدوار الشمس، و483 لتراً بالكتان، و2،413 لتراً بالنخيل، و7,030 لتراً بالطحالب الدقيقة.
وينجم عن التحوّل إلى استخراج الوقود من الطحالب بدلا من الذرة وفول الصويا توفّرهما كمواد غذائية للاستهلاك البشري والحيواني، وهو اعتبار له أهمية خاصة في ضوء ارتفاع أسعار المواد الغذائية.
تحقق عمليات تحويل الطحالب الدقيقة إلى وقود نجاحا، لكن الدراسات والأبحاث التي أجريت خلصت في أواسط التسعينات إلى أن التكاليف عالية بحيث لا يمكنها أن تنافس إنتاج الديزل.
أما الآن، وفي غمرة ارتفاع أسعار الوقود (حيث تقدر تكلفة البرميل الواحد من الوقود في مناطق الحرب والصراع بنحو 400 دولار) فينتاب القلق المسؤولين عن تأمين الطاقة من احتمال عدم ضمان استمرار إمدادات الديزل. كما أنهم مدركون أيضا لمدى الضرر الذي يسببه استهلاك الوقود الأحفوري (النفطي) للبيئة والمناخ العالمي.
ومؤخراً، منحت وكالة مشروعات الأبحاث المتقدمة التابعة لوزارة الدفاع، وهي جناح الأبحاث في القوات المسلحة، عقدين منفصلين لمدة ثلاث سنوات لكل من شركة جنرال أتوميكس، وشركة التطبيقات العلمية الدولية في كاليفورنيا. بهدف التوصل لاستخراج وقود من الطحالب كبديل لوقود الدفع النفاث المستخرج من النفط ويستخدمه سلاح الطيران لتسيير طائراته. وإذا تم التوصل إلى إنتاج وقود بديل غير مكلف للطائرات فيمكن النظر في استخدامه لتسيير المركبات العسكرية أيضا.
ويتمثل التحدي في إنتاج مثل هذا الوقود في تخفيض تكلفة استخلاص الزيت من الطحالب إلى العشر، أي من 30 دولارا لكل 8 لترات إلى أقل من 3 دولارات.
وتعكف شركة جنرال أتوميكس حاليا على إنشاء مشروع تجريبي تبلغ مساحته 1.6 هكتار. وصرح مدير برنامج الوقود البيولوجي في الشركة ديفيد هيزلبيك بأن أكبر تحد تواجهه الشركة هو تخفيض التكلفة إلى نسبة تقل حتى عن العُشر.

## فوائد الطحالب
صرح جان ووكر المتحدث باسم وكالة مشروعات الأبحاث المتقدمة التابعة لوزارة الدفاع، لموقع أميركا دوت غوف بأن من مميزات الطحالب النافعة سهولة نموها في أماكن متنوعة. وكل ما تحتاجه هو الضوء وثاني أكسيد الكربون وأي نوع يتوفر من الماء. فهي تنمو في المياه المالحة والمياه قليلة الملوحة ومياه الصرف وتكون قادرة في جميع الأحوال على التكاثر بسرعة.
ومما يذكر أن طحالب المياه الشديدة الملوحة قادرة على النمو والتكاثر حتى في الظروف الصحراوية الجافة والرياح الشديدة.
ثم إن الطحالب قد تكون لها فوائد اقتصادية أخرى من خلال خلق فرص العمل، إضافة إلى دورها في إمكانية تخفيض تكاليف الوقود. وتقوم شركة جنرال أتوميكس ببناء منشأة لزراعة الطحالب الدقيقة في ولاية تكساس. والشركة وظفت بالفعل 40 شخصا من الخبراء والمختصين في أبحاث الطحالب.
وطبقا لما يقوله المؤيدون لفكرة استخراج الوقود من الطحالب فإنه إذا تحقق ما تعد به زراعة الطحالب واستخراج الوقود منها حسبما يعلّق عليها من آمال فستنشأ آلاف فرص عمل جديدة.
ويقول هيزلبيك إن الشركة تعتزم عند انتهاء التعاقد الحالي بناء منشآت للإنتاج على المستوى التجاري ستكون قادرة على مد المستهلكين العسكريين والمدنيين بالوقود.
وقد شكلت شركة الطبيقات العلمية الدولية فرقا من الأكاديميين والصناعيين للعمل في جورجيا وهاواي وتكساس بهدف تخفيض اعتماد القوات المسلحة على النفط الأجنبي.
يبدو أن صناعة الوقود من الطحالب آخذة في النمو. إذ تركز مؤسسة سافاير إنرجي في لايولا بكاليفورنيا جهدها على إنتاج «خام أخضر» (نباتي) لاستعماله كوقود. وتقول إنها أنتجت بنزينا من عيار 91 أوكتان استخرجته من الطحالب. كذلك تدرس مؤسسة بوينغ لصناعة الطائرات أفضل وسيلة لأداء الوقود الطحلبي في التصاميم المعدّلة للمحركات النفاثة.
من ناحية أخرى يقيم المختبر الوطني للطاقة المتجددة التابع لوزارة الطاقة شراكة مع شركة شيفرون للنفط هدفها معرفة ما إذا كانت الطحالب يمكن أن تصبح جاهزة لتوفير وقود قليل التكاليف للطائرات النفاثة.
واستضافت مدينة سان دييغو بكاليفورنيا في 23 آذار/مارس 2010 مؤتمر قمة خاص بالوقود البيولوجي العضوي من الطحالب. واستقطب المؤتمر عناصر بارزة ومتنوعة من الجماعات المهتمة بالوقود الطحلبي بمن فيهم خبراء المزارع المائية وممولون وصانعو محركات الطائرات.